# علی روزبهانی
علی روزبهانی، جانباز سرهنگ بازنشسته توپخانه، فعالیت‌های درخشانی در حوزه نظامی و ورزشی داشته است. او در سال ۱۳۶۲ به عنوان عضو تیم فوتبال داعف به خدمت پیوست و در سال ۱۳۶۵ به عنوان کاپیتان تیم فوتبال داعف انتخاب شد.

## افتخارات نظامی
روزبهانی دوره چتربازی خود را در سال ۱۳۶۴ با موفقیت پشت سر گذاشت و در سال ۱۳۶۵ جایزه‌ای از خامنه ای دریافت کرد. او ۴۰ ماه در مناطق عملیاتی جنوب و شمال کشور خدمت کرد و در این مدت در سه عملیات حضور داشت.

## دستاوردهای ورزشی
او از سال ۱۳۶۸ تا ۱۳۷۸ به عنوان کاپیتان تیم فوتبال نیروهای مسلح کشور، در مسابقات بین‌المللی متعددی از جمله در پاکستان، مراکش، سوریه و ایتالیا حضور یافت. وی همچنین اولین آقای گل فوتسال تهران بود و در سال ۱۳۷۲ به تیم ملی فوتسال ایران پیوست. روزبهانی با تیم ملی به کشورهای مختلف از جمله آلمان شرقی و لایپزیک سفر کرد و نایب قهرمان ارتش‌های جهان در ایتالیا (اولین المپیک نظامیان جهان) شد.
او همچنین به عنوان مربی تیم فوتبال نیروهای مسلح در سال ۱۳۷۹ در مسابقات جهانی تهران شرکت کرد و از سال ۱۳۸۲ تا ۱۳۸۴ سرمربی تیم ملی فوتسال ایران بود و در تورنمنت‌های قطر، ایتالیا و برزیل حضور داشت. روزبهانی در سال ۱۳۸۴ نیز به عنوان سرمربی تیم ملی بزرگسالان فوتبال ایران به تورنمنت برزیل اعزام شد.

## افتخارات بین‌المللی
او دو دوره به عنوان سرمربی تیم ملی هفت‌نفره ایران در مسابقات جهانی اسپانیا شرکت کرد و موفق به کسب مدال نقره آسیا شد. روزبهانی به خاطر حضور در چهار دوره متوالی مسابقات نظامیان جهان به عنوان بازیکن و کاپیتان، مدال نقره‌ای از مرکز سیزم در بروکسل دریافت کرد. 

## فعالیت مدیریتی
او دارای مدرک مربیگری حرفه‌ای فوتبال از کشور برزیل (سال ۱۳۷۸) است. روزبهانی از سال ۱۳۸۸ تا ۱۳۹۸ به عنوان مدیر عامل و مدیر تربیت بدنی نیروی زمینی ارتش فعالیت کرده و دوره‌های مدیریتی ورزشی را در ایتالیا با مدیران عامل باشگاه‌های کشور گذرانده است.
او همچنین به عنوان رئیس هیئت فوتبال ارتش و نایب رئیس هیئت فوتبال ارتش فعالیت کرده و به عنوان مشاور ورزشی تربیت بدنی ارتش و نیروهای مسلح و رئیس ورزش پیشکسوتان نیروی زمینی ارتش خدمت کرده است.